# Wechsler Memory Scale
Die Wechsler Memory Scale (WMS) wird in der neuropsychologischen Diagnostik eingesetzt, um verschiedene Gedächtnisfunktionen zu messen. Es handelt sich um ein ursprünglich englischsprachiges Einzeltestverfahren nach David Wechsler, das aktuell in der vierten Version vorliegt (WMS-IV) und für den deutschen Sprachraum adaptiert wurde.

## Überblick
| Erscheinungsjahr | Name der Testbatterie                                 | Abkürzung    | Literatur                |
| ---------------- | ----------------------------------------------------- | ------------ | ------------------------ |
| 1945             | Wechsler Memory Scale                                 | WMS          | Wechsler, 1945           |
| 1987             | Wechsler Memory Scale – Revised Edition               | WMS-R        | Wechsler, 1987           |
| 1997             | Wechsler Memory Scale – Third Edition                 | WMS-III      | Wechsler, 1997           |
| 2000             | Deutsche Adaptation von WMS-R mit eigener Normierung  | WMS-R (dt.)  | Härting et al., 2000     |
| 2009             | Wechsler Memory Scale – Fourth Edition                | WMS-IV       | Wechsler, 2009           |
| 2012             | Deutsche Adaptation der WMS-IV mit eigener Normierung | WMS-IV (dt.) | Petermann & Lepach, 2012 |

## Anwendung
Das Testverfahren bietet ein weites Anwendungsfeld für Psychologen und Ärzte in der Psychiatrie, der Neurologie, im Bildungsbereich, in der Forensik, in der Beratung oder in anderen klinischen Bereichen. Ferner eignet es sich für die Untersuchung forschungsbezogener Fragestellungen und wird vornehmlich in der klinisch-neuropsychologischen Diagnostik eingesetzt, um verschiedene Gedächtnisfunktionen und Leistungen zu messen. Sowohl der amerikanische Vorgänger (Wechsler, 2009) als auch die aktuelle deutschsprachige vierte Version (Petermann & Lepach, 2012) wurden entworfen, um auch mit anderen Testverfahren, wie z. B. mit dem WAIS-IV (Wechsler Adult Intelligence Scale—Fourth Edition), eingesetzt werden zu können.

## WMS-IV vs. WMS-R
Die WMS-IV stellt eine Überarbeitung der dritten amerikanischen Fassung (WMS-III; Wechsler, 1997) und in Deutschland des Wechsler Gedächtnistest- revidierte Version (WMS-R; Härting et al., 2000) dar.
Die WMS-IV enthält insgesamt sieben Untertests: drei Untertests wurden aus der WMS-III übernommen (Logisches Gedächtnis, Verbale Paarerkennung und Visuelle Wiedergabe) und vier neue ergänzt (Kognitives Kurzscreening, Muster Positionieren, Räumliche Ergänzung und Symbolfolgen). Weniger bewährte bzw. nicht mehr aktuelle Untertests und überschneidende Untertests zur Wechsler Adult Intelligence Scale – Fourth Edition (WAIS-IV, Wechsler, 2008; Petermann, 2012) wurden entfernt. Vier der Untertests (Logisches Gedächtnis, Verbale Paarerkennung, Muster Positionieren und Visuelle Wiedergabe) sind in zwei Phasen unterteilt: die unmittelbare Wiedergabe (I) und den Abruf nach Verzögerung (II) jeweils nach etwa 20 bis 30 Minuten. Einige Untertests beinhalten auch optionale Aufgaben, die dafür gedacht sind, Zusatzinformationen zu gewinnen.
Die neu adaptierte deutsche Version der WMS-IV (Petermann & Lepach, 2012) umfasst einen Altersbereich von 16 bis 90 Jahre, wobei sie zwei unterschiedliche Testbatterien bietet: eine umfasst Erwachsene im Alter von 16 bis 69 Jahren (Erwachsene I) und eine etwas kürzere Fassung ist für ältere Testpersonen von 65 bis 90 Jahren (Erwachsene II) konzipiert. Diese kürzere Fassung wurde für ältere Personen angepasst, um die Testdauer zu verkürzen, Ermüdungserscheinungen zu reduzieren und somit die Erfassung der psychometrischen Funktionen zu vereinfachen. Zusätzlich zu der Erhebung der Gedächtnisleistung enthält der WMS-IV mit dem Kognitiven Kurzscreening (KKS) die Möglichkeit, den kognitiven Status einzuschätzen.

## Beschreibung der WMS-IV (dt.) Skalen
| Untertest                | Abkürzung | Altersbereich | Kurzbeschreibung |
| ------------------------ | --------- | ------------- | --- |
| Kognitives Kurzscreening | KKS       | 16–90         | Dieses optionale Screening überprüft verschiedene kognitive Funktionen in Form von einfachen Anforderungen zur zeitlichen Orientierung, mentalen Kontrolle, Uhrenzeichnen, beiläufigem Erinnern, Inhibition und Sprachproduktion. |
| Logisches Gedächtnis I   | LG I      | 16–90         | Dieser Untertest erfasst die freie Wiedergabe von Geschichten. Zwei kurze Geschichten werden vorgelesen. Für ältere Erwachsene wird die erste Geschichte zweimal präsentiert, bevor die zweite kommt. Direkt nach dem Hören sollen die Geschichten nacherzählt werden. |
| Logisches Gedächtnis II  | LG II     | 16–90         | Beim verzögerten Abruf wird das Langzeitgedächtnis für die Geschichten in freier Form und als Wiedererkennung erfragt. Dabei soll der Testteilnehmer zunächst beide Geschichten nacherzählen und erhält anschließend „Ja oder Nein“-Fragen zur Wiedererkennung. |
| Verbale Paarerkennung I  | VP I      | 16–90         | Bei diesem Untertest wird verbales Paarassoziationslernen geprüft. Nach 10 bzw. 14 vorgelesenen Wortpaaren wird dem Testteilnehmer immer jeweils der erste Begriff vorgegeben und soll mit dem zweiten Begriff des Wortpaares ergänzt werden. Die Wortpaarliste wird so über vier Durchgänge hinweg eingeübt. |
| Verbale Paarerkennung II | VP II     | 16–90         | Im Abruf nach Verzögerung wird das Langzeitgedächtnis für die Wortpaare mit Hinweisreizen und durch Wiedererkennung getestet. Optional kann zusätzlich ein freier Abruf erfolgen. Zunächst wird anhand der ersten Worte der Paare das jeweils fehlende erfragt. In der Wiedererkennung sollen dann anhand einer Auswahl, die richtigen Wortpaare erkannt werden. Im optionalen freien Abruf wird der Testteilnehmer gebeten, so viele Wörter der Wortpaare zu nennen wie möglich. |
| Muster Positionieren I   | MP I      | 16–69         | Dieser Untertest erfasst das visuell-räumliche Gedächtnis anhand von abstraktem Material. Dem Teilnehmer wird ein Raster mit 4 bis 8 Mustern für 10 Sekunden präsentiert. Anschließend sollen die Muster aus einer Auswahl von Karten herausgesucht und richtig platziert werden. |
| Muster Positionieren II  | MP II     | 16–69         | Im Abruf nach Verzögerung wird das visuell-räumliche Langzeitgedächtnis im freien Abruf und durch Wiedererkennung geprüft. Erst sollen die in MP I gesehenen Musteranordnungen wiederum ins Raster platziert werden und anschließend sollen aus diversen Musteranordnungen jeweils 2 richtige Musterplatzierungen erkannt werden. |
| Visuelle Wiedergabe I    | VW I      | 16–90         | In diesem Untertest wird die Merkfähigkeit für nonverbale visuelle Stimuli erfasst. Insgesamt werden fünf Muster für jeweils 10 Sekunden präsentiert und sollen dann jeweils direkt nach der Präsentation nachgezeichnet werden. |
| Visuelle Wiedergabe II   | VW II     | 16–90         | Im Abruf nach Verzögerung wird das visuell-räumliche Langzeitgedächtnis im freien Abruf und durch Wiedererkennung geprüft. Optional kann die Abzeichenleistung (Kopieren) überprüft werden. Zunächst sollen die Muster aus VW I in beliebiger Reihenfolge gezeichnet werden. Bei der Wiedererkennung müssen die Muster aus einer Auswahl von jeweils sechs Mustern gewählt werden. Optional sollen die Muster nach Vorlage kopiert werden.                                        |
| Räumliche Ergänzung      | RE        | 16–69         | Dieser Untertest beansprucht das visuell-räumliche Arbeitsgedächtnis anhand einer visuellen Additionsleistung. Es werden bei jeder Aufgabe jeweils zwei Raster mit blauen und roten Kreisen für fünf Sekunden gezeigt. Nach bestimmten Regeln müssen dann bei der Wiedergabe der Kreise im Raster, Positionen zusammengefasst oder abgezogen werden (2 blaue Kreise werden ein weißer; rote Kreise bleiben unberücksichtigt).                                                     |
| Symbolfolgen             | SF        | 16–90         | In diesem Untertest wird anhand unbekannter abstrakter Symbole das sequentielle visuelle Arbeitsgedächtnis erfasst. Es wird jeweils kurz eine aufsteigende Reihenfolge von Symbolen präsentiert, die danach anhand einer Auswahl wiedergegeben werden soll. |

## Durchführung
Die Durchführungsdauer der WMS hängt von vielen Faktoren ab, wie z. B. den Fähigkeiten und Erfahrungen der Testperson, Medikation, Motivation und Einstellung zur Testung. Die Erfahrung des Testleiters in Bezug auf die Durchführung und den Erhalt einer konstruktiven Testatmosphäre, spielt hier auch eine entscheidende Rolle. Im Allgemeinen beträgt die Durchführungszeit (WMS-IV) durchschnittlich etwa 90 bis 120 Minuten. Eine Gruppentestung ist nicht möglich, da die Tests innerhalb der Testbatterie in mündlicher Form einzeln mit den Probanden durchgeführt werden. Die Untertests des WMS-IV (dt.) stellen sehr unterschiedliche Anforderungen an ihre Präsentation und Beantwortung. Es gibt aber grundsätzliche Durchführungsregeln für die Untertests (z. B. Start- und Abbruchkriterien, Umkehrregeln, Zeitlimits etc.). Dieses Prinzip ist vielen erfahrenen Anwendern bereits von vorherigen Versionen des Tests und anderen Wechsler-Tests bekannt, sollte jedoch von Erstanwendern zunächst eingeübt werden.

## Normierung
Je nach Testversion wurde die WMS-IV (dt.) Testbatterie für einen Altersbereich von 16 bis 69 Jahren (Erwachsene I) und für den Altersbereich zwischen 65 und 90 Jahren (Erwachsene II) für insgesamt 14 Altersgruppen getrennt normiert. Auch andere Faktoren wie z. B. die Bildung wurde berücksichtigt. Um die Differenzierungsfähigkeit der WMS-IV (dt.) zu prüfen, wurden diverse klinische Störungsbilder in die Testungen einbezogen: ADHS, Depression, Substanzmissbrauch, diverse Hirnschädigungen (Schlaganfall, Schädel-Hirn-Trauma, Epilepsie, neuronale Störung, leichte Intelligenzminderung, Schizophrenie und Demenz (Alzheimer, Korsakow).

## Auswertungsobjektivität
Dem Manual und den Stimulusbüchern des WMS-IV (dt.) sind präzise Vorgaben und Instruktionen zu entnehmen, die bei Einhaltung ein hohes Maß an Standardisierung ermöglichen. Für die Untertests, die Entscheidungen des Beurteilers erfordern (z. B. Uhrenzeichnen und Visuelle Wiedergabe), wurden Interrater-Übereinstimmungen von 96 % und 97 % festgestellt (Pearson, 2009). Es kann insgesamt von einer hohen Durchführungs- und Auswertungsobjektivität ausgegangen werden.

## Reliabilität
Bei der WMS-IV (dt.) ergaben sich für die meisten Hauptuntertests moderate bis hohe Reliabilitätsmaße. Die durchschnittlichen Retest-Reliabilitäten lassen sich mit Werten von .74 bis .98 für die Untertests in der Erwachsene I – Testversion sowie mit Werten von .74 bis .97 für die Untertests in der Erwachsene II – Testversion als hoch einschätzen. Die höchsten Reliabilitätswerte ergaben sich für VP I (.94/.92), für VW I (.92/.94) und II (.98/.96) und für SF (.90/.91). Mit einem Bereich von .91 bis .96 für die Erwachsene I – Testversionen und einem Bereich von .93 bis .97 für die Erwachsene II – Testversion ist die durchschnittliche Retest-Reliabilität für die Indizes ebenfalls als hoch einzuschätzen.
Eher ungeeignet sind Wechsler-IQ-Tests für Menschen mit Autismus, da sie deren Intelligenz systematisch zu niedrig einschätzen. Dies wird insbesondere auf die sprachlichen Elemente der Tests zurückgeführt. So erreichen Autisten beim Ravens-Matrizentest, der ohne sprachliche Elemente auskommt, im Schnitt 30 % bessere Ergebnisse.

## Konstruktvalidität
Die WMS-IV (dt.) greift auch innerhalb der Skalen auf diverse Teilaspekte des Gedächtnisses zurück. z. B. gehören die Untertests Logisches Gedächtnis und Verbale Paarerkennung beide zur Skala Auditives Gedächtnis, messen dieses aber in völlig unterschiedlicher Weise. Erwartungsgemäß ergeben sich moderate Korrelationskoeffizienten. Hohe Korrelationen zwischen einzelnen Untertests werden nicht erwartet.
Einige moderate Korrelationen zwischen den Skalen sind ebenfalls plausibel, da es Ähnlichkeiten in der angesprochenen Modalität oder in der Art der Präsentation oder Items gibt. MP I und II (erfassen Komponenten des visuellen Langzeitgedächtnisses) sowie RE (erfasst Komponenten des visuellen Arbeitsgedächtnisses) haben z. B. ähnliche visuelle Präsentationsformen, erfordern beide visuell-räumliche Gedächtnisleistungen, erfordern das Einlegen von Karten in das Wiedergaberaster und sprechen beide Inhibitionsleistungen an. Solche skalenübergreifenden Gemeinsamkeiten führen zu einer schlechteren faktorenanalytischen Abgrenzung der einzelnen Skalen.

## Vor- und Nachteile
Folgende Vorteile sind denkbar:
- Der Test erfasst klinisch relevante Gedächtnisstörungen.
- Aufmerksamkeit wird miterfasst.
- Er ermöglicht eine Unterscheidung zwischen Demenz und Depression.

Folgende Nachteile sind denkbar:
- Der Test ist sprachlastig.
- Er ist zur Erfassung des gesunden mnestischen Leistungsbereichs bedingt geeignet.